# Brandon Routh
Brandon Routh, född 9 oktober 1979 i Norwalk, Iowa, är en amerikansk skådespelare, främst känd för rollen som Stålmannen i filmen Superman Returns som hade premiär 2006. Han sägs ha fått rollen, dels för att han liknar Stålmannen, och Christopher Reeve som tidigare spelade rollen, och dels för att han liksom rollfiguren är uppvuxen på landet och därmed ansågs ha en passande personlighet för rollen. Han har också spelat i Chuck som Daniel Shaw. I serien blir han dödad av Chuck när han försöker döda Sarah Walker. Men Daniel Shaw dog aldrig och försöker, men misslyckas, att hämnas på Chuck och Sarah. Han dyker upp ytterligare en gång i seriens sista säsong (5). 
Han medverkar också i den tredje säsongen av superhjälteserien Arrow. Han är även en av huvudrollerna i serien Legends of Tomorrow där han spelar Atom.
År 2007 gifte sig Routh med skådespelerskan Courtney Ford. Paret har en son.

## Filmografi

### Film
| År   | Titel                       | Roll                  | Anmärkningar     |
| ---- | --------------------------- | --------------------- | ---------------- |
| 2006 | Karla                       | Tim Peters            |                  |
| 2006 | Superman Returns            | Clark Kent / Superman |                  |
| 2008 | Zack and Miri Make a Porno  | Bobby Long            |                  |
| 2009 | Life Is Hot in Cracktown    | Sizemore              |                  |
| 2009 | Table for Three             | Scott Teller          |                  |
| 2009 | Kambakkht Ishq              | Sig själv             | Cameo            |
| 2009 | The Informers               | Bruce                 | Borttagna scener |
| 2010 | Unthinkable                 | Agent Jackson         |                  |
| 2010 | Scott Pilgrim vs. the World | Todd Ingram           |                  |
| 2011 | Dylan Dog: Dead of Night    | Dylan Dog             |                  |
| 2015 | 400 Days                    | Kapten Theo Cooper    |                  |

### TV
| År                    | Titel                   | Roll                  | Anmärkningar                   |
| --------------------- | ----------------------- | --------------------- | ------------------------------ |
| 2000                  | Undressed               | Wade                  | 4 avsnitt                      |
| 2001–2002             | One Life to Live        | Seth Anderson         | Återkommande roll              |
| 2010–2011             | Chuck                   | Daniel Shaw           | 12 avsnitt                     |
| 2012–2013             | Partners                | Wyatt Plank           | 13 avsnitt                     |
| 2013–2014             | Chosen                  | Max Gregory           | 6 avsnitt                      |
| 2014                  | The Exes                | Steve                 | 2 avsnitt                      |
| 2014                  | Enlisted                | Brandon Stone         | 2 avsnitt                      |
| 2014–2016, 2020       | Arrow                   | Ray Palmer / The Atom | 21 avsnitt                     |
| 2015–2016, 2019, 2021 | The Flash               | Ray Palmer / The Atom | 3 avsnitt                      |
| 2016–2020             | Legends of Tomorrow     | Ray Palmer / The Atom | Huvudroll (Säsong 1-5)         |
| 2016                  | Vixen                   | Ray Palmer / The Atom | Webbserie; röstroll; 3 avsnitt |
| 2021                  | The Rookie              | Officer Doug Stanton  | Återkommande roll (Säsong 3)   |
| 2022                  | Magic: The Gathering    | Gideon Jura           | Röstroll; i produktion         |
| 2022                  | Quantum Leap (TV-serie) | Alexander Augustine   |                                |